# Brindas
Brindas es una comuna francesa situada en el departamento de Ródano, de la región de Auvernia-Ródano-Alpes. Pertenece a la aglomeración urbana de Lyon.
Está integrada en la comunidad de comunas Vallons du Lyonnais.

## Geografía
Está ubicada a 15 km al suroeste de Lyon.

## Demografía
| 1 289 | 1 560 | 2 097 | 3 204 | 3 555 | 4 555 | 5 243 | 5 960 |
| Para los censos de 1962 a 1999 la población legal corresponde a la población sin duplicidades (Fuente: INSEE [Consultar]) |       |       |       |       |       |       |       |